# Nene Adams
Nene Adams (geboren 12. Oktober 1966; gestorben 3. Oktober 2015 in Sneek, Niederlande) war eine US-amerikanische Schriftstellerin. Sie lebte mit ihrer Lebensgefährtin Corrie Kuipers im niederländischen Sneek.
Sie begann ihre Tätigkeit zunächst mit Fanfiction aus dem Xena-Universum, ging aber recht bald dazu über, eigene Charaktere zu schaffen. Diese Charaktere erinnern nur noch teilweise an die Charaktere der Fernsehserie.
Thema ihrer Werke sind Liebesgeschichten zwischen Frauen, wobei meist eine der Protagonistinnen als kämpferisch mit dunkler Vergangenheit geschildert wird, während die andere eher naiv und unschuldig gezeichnet ist. Insoweit ist der Hintergrund in Xena durchaus zu erkennen.
Alle Geschichten wurden zunächst online veröffentlicht, mehrere Werke sind inzwischen in überarbeiteter und erweiterter Form als Bücher erschienen.
Nene Adams starb am 3. Oktober 2015 an den Folgen einer Nierenerkrankung.

## Werke (Auswahl)
- Black by Gaslight. 3. Aufl. P.D. Publ., Clayton, N.C. 2006, ISBN 978-1-933720-12-8.
- The Madonna of the Sorrows. 2. Aufl. P.D. Publ., Clayton, N.C. 2006, ISBN 978-1-933720-14-2.
- Water Witch. The Deceiver's Grave. P.D. Publ., Clayton, N.C. 2007, ISBN 978-1-933720-20-3.
- The Witch's Kiss.. P.D. Publ., Clayton, N.C. 2007, ISBN 978-1-933720-29-6.
- Barking at the Moon. P.D. Publ., Clayton, N.C. 2009, ISBN 978-1-933720-53-1.